# 特雷佐蒂内拉
特雷佐蒂内拉（義大利語：Trezzo Tinella），是意大利库内奥省的一个市镇。总面积10平方公里，人口348人，人口密度34.8人/平方公里（2009年）。ISTAT代码为004231。